# Динистор

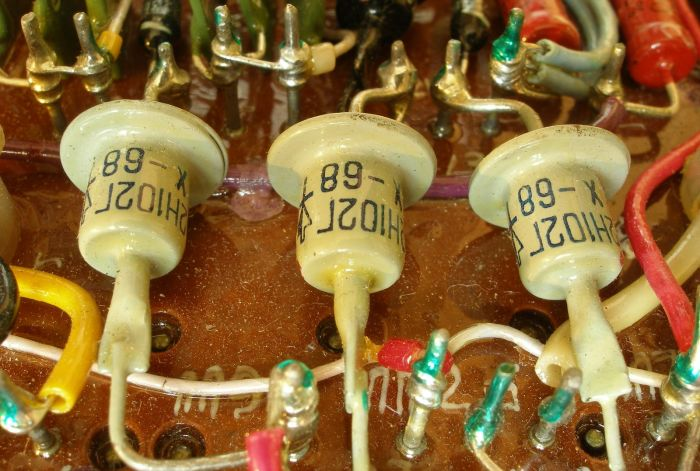
Динисторы типа 2Н102Г производства СССР на плате

Дини́стор (другие названия: дио́дный тири́стор, дио́д Шо́кли) — полупроводниковый прибор (элемент) с двумя выводами и представляющий собой полупроводниковую p-n-p-n-структуру и обладающий S-образной вольт-амперной характеристикой при приложении рабочей полярности внешнего напряжения.
Функционирует как тиристор, но не имеет управляющего электрода. Включение в проводящее состояние происходит, когда прямое напряжение на приборе превышает напряжения отпирания.
Широко используется в силовой полупроводниковой электронике в качестве ключа. Продолжается создание новых конструкций динисторов.

## Принцип действия

Структура (а.), схема замещения (б.) и условное графическое обозначение (в.) динистора

В динисторе имеются четыре полупроводниковых слоя и три p-n-перехода. Крайние области именуются эмиттерами, внутренние — базами. Соответственно крайние p-n-переходы нарекают эмиттерными, а внутренний — коллекторным. Динистор имеет два электрода: катод (со стороны n-эмиттера) и анод (со стороны p-эмиттера).
Вольт-амперная характеристика (ВАХ) динистора, как и ВАХ тиристора S-образная. Динистор обладает бистабильностью по току в интервале напряжений от напряжения удержания {\displaystyle U_{H}} до напряжения включения {\displaystyle U_{S}}. В этом интервале одному и тому же значению напряжения соответствуют два состояния динистора с разными значениями тока: запертое и проводящее (открытое). В запертом состоянии напряжение в основном приложено к обратно смещённому коллекторному p-n-переходу, и концентрация неосновных носителей в базах незначительна. В проводящем состоянии все три p-n-перехода имеют прямое смещение (т. е. открыты), — в базы инжектируются неосновные носители. При достаточно высокой плотности тока прибор работает подобно диоду с длинной базой при прямом смещении (базовые области заполнены электронно-дырочной плазмой с высокой концентрацией носителей заряда, инжектируемой из эмиттеров). Разность потенциалов на базовых областях в этом режиме может существенно превосходить смещение на p-n-переходах.

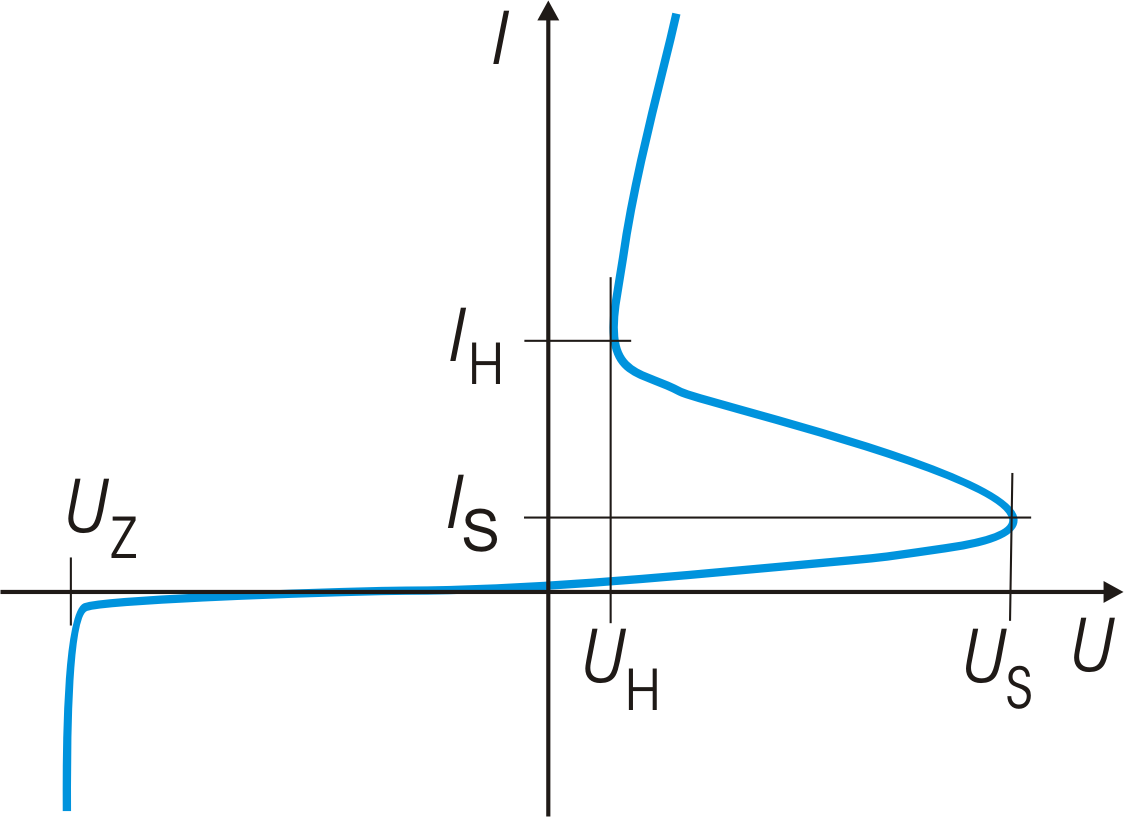
Типичная вольт-амперная характеристика динистора.
— напряжение и ток включения;
— напряжение и ток удержания;
— максимально допустимое напряжение при обратной (нерабочей) полярности.

Механизм бистабильности динистора такой же, как у тиристора. Этот механизм определяется нелинейным взаимодействием трёх p-n-переходов p-n-p-n-структуры. Переход к проводящему состоянию связан с изменением полярности смещения коллекторного перехода с обратного на прямое при увеличении плотности тока. Механизм взаимодействия трёх р-n-переходов поясняет двухтранзисторная модель (см. рисунок и также в статье Тиристор), в этой модели p-n-p-n-структура представлена как два «составных» p-n-p и n-p-n транзистора в соответствии с показанной на рисунке эквивалентной схемой динистора. Двухтранзисторная модель связывает напряжение включения US с коэффициентами передачи по току «составных» транзисторов.
Для включения динистора (как и тиристора) в базы p-n-p-n-структуры необходимо внести избыточные неосновные носители — так называемый «запускающий», или «управляющий», заряд. Величина этого заряда должна превосходить критический заряд {\displaystyle Q_{S},} характеризующий конкретную p-n-p-n-структуру. Критический заряд {\displaystyle Q_{S}} имеет характерную поверхностную плотность порядка 10−6 Кл/см2. В отличие от тиристора, динистор не имеет управляющего электрода, позволяющего ввести управляющий заряд с помощью тока управляющего электрода. Поэтому для переключения динистора на практике применяются другие методы. К ним относится, в частности, повышение напряжения на коллекторном переходе.
С S-образной ВАХ связано явление гистерезиса, — при увеличении напряжения прибор находится в запертом состоянии до достижения напряжения включения {\displaystyle U_{S},} при уменьшении тока через прибор остается в открытом состоянии до достижения напряжения удержания {\displaystyle U_{H},} причём {\displaystyle U_{H}<U_{S}.}
Для экспериментального наблюдения этого явления ток через динистор необходимо ограничивать последовательно включённым резисторами. Два состояния прибора заданы пересечением ВАХ и нагрузочной прямой.
Для динистора, как и других приборов с S-образной ВАХ, характерно нежелательное явление шнурования тока.

## Применение

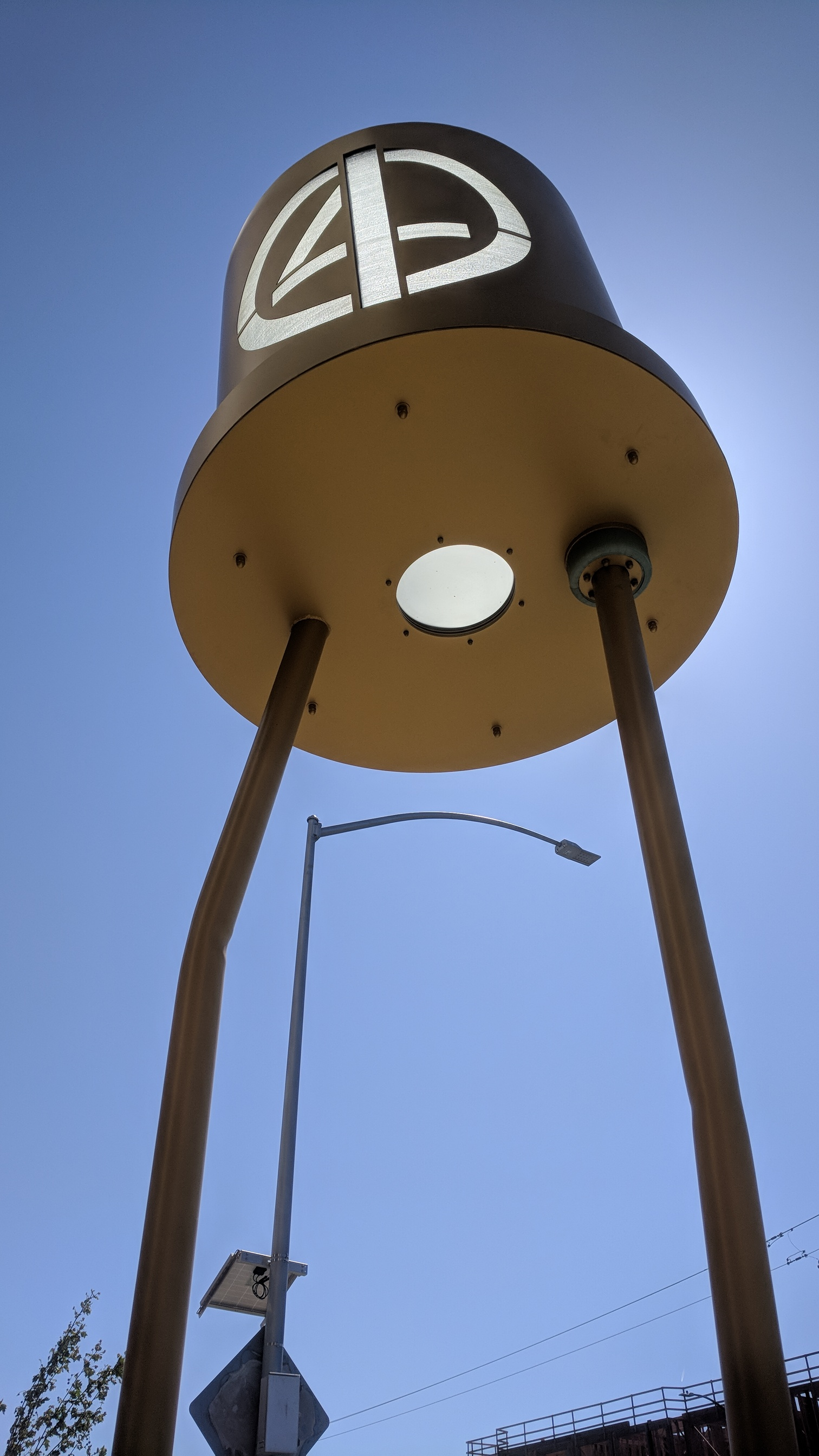
«Скульптура»-динистор, США

В 1950-е годы динистор явился одним из первых полупроводниковых приборов использующих кремний (не германий), в Калифорнии установлен монумент в виде художественного скульптурного изображение динистора этому прибору в связи с исторической значимостью его изобретения.
Много лет широко использовался в схемотехнике в качестве ключа, — например, для создания импульса отпирания тиристора в схемах управления тиристорами. Благодаря простоте конструкции и дешевизне динистор считался идеальным элементом в схеме тиристорного регулятора мощности или импульсного генератора.
С 1990-х годов в слаботочной схемотехнике вытеснен такими элементами как, например, диак.
В настоящее время динисторы используются преимущественно в силовой полупроводниковой электронике, для чего разрабатываются новые конструкции динисторов, а также принципы и способы подачи напряжения.[уточнить]

## Мощные динисторы
Специфика мощных динисторов состоит в ряде конструктивных особенностей и выборе параметров полупроводниковых слоёв, в том числе слабом легировании баз для повышения напряжения включения и большой площади p-n-переходов приборов. При этом должен использоваться особый способ перевода прибора в открытое состояние.
Так, в реверсивно включаемом динисторе (РВД) — силовом импульсном приборе — сначала подаётся слабый импульс тока с обратной (то есть нерабочей) полярностью, когда базы (в первую очередь n-база) заполняются электронно-дырочной плазмой через прямосмещённый коллекторный переход. После этого — уже при рабочей полярности — включение динистора происходит легче, чем без предварительной подачи импульса с обратной полярностью. Такой механизм открытия динистора подобен управлению тиристора по управляющему электроду, — преимуществом является одновременность включения сразу по всей площади полупроводниковой структуры.
Силовые динисторы в настоящее время изготавливаются из кремния. Также исследуется возможность использования карбида кремния (SiC) для применения при высоких температурах.

## Схемотехнические символы
Единого общепринятого обозначения динистора на принципиальных электрических схемах нет. По ГОСТ 2.730-73 условное графическое обозначение динистора — перечёркнутый символ диода. Некоторые варианты символов представлены ниже:
- [7]

ГОСТ 2.730-73, Klaus Beuth: Bauelemente[8]

- [8][4]
- [9]

Некоторые из условных графических обозначений динистора образованы начертанием цифры 4, — по количеству слоёв в структуре. Это видно, если повернуть 1-й и 3-й слева рисунки на 180° (см. также фото «памятника» динистору).